# Lyconodes
Lyconodes is een geslacht van straalvinnige vissen uit de familie van heken (Merlucciidae). Het geslacht is voor het eerst wetenschappelijk beschreven in 1923 door Gilchrist.

## Soort
- Lyconodes argenteus Goode & Bean, 1896